# Пирс, Ник
Ни́колас «Ник» Пирс (англ. Nicolas (Nick) Pearce; род. 25 января 1967, Глостер, Англия) — английский бывший профессиональный снукерист.

## Карьера
Пирс стал профессионалом в 1993 году. Первый и единственный серьёзный успех пришёл к нему на International Open 1996 — тогда он достиг полуфинала турнира, обыграв по ходу соревнования двоих участников топ-16. В матче за выход в финал Ник уступил Роду Лоулеру, 5:6. Благодаря этому достижению он вошёл в первую сотню официального рейтинга, а по итогам сезона 1996/97, в котором ещё дважды достиг финальных стадий рейтинговых турниров, занял наивысшее для себя, 57-е место. Лучший результат Пирса на чемпионате мира — последний раунд квалификации (1998). Свой высший брейк Пирс сделал в квалификации к Asian Classic 1996 — 137 очков.
Хотя после 1996 года Ник Пирс ещё несколько раз выходил в финальные стадии различных крупных турниров, больше он не смог дойти даже до четвертьфинала рейтинговых соревнований. После 1999-го он не прошёл ни одной квалификации и вскоре покинул мэйн-тур.
В настоящее время Пирс занимается тренерской деятельностью и участвует в местных любительских и ветеранских турнирах. В 2008 году он стал чемпионом Англии среди ветеранов. В 2010 он собирался принять участие в одном из этапов Players Tour Championship, но перед началом турнира снял свою заявку.
Ник Пирс владеет снукерным клубом в Челтнеме, где, в частности, тренирует молодых любителей снукера. Ранее Пирс был тренером Джека Лисовски.